# 356년

## 연호
- 동진(東晉) 영화(永和) 12년
- 전량(前凉) 건흥(建興) 44년
- 전연(前燕) 원새(元璽) 5년
- 전진(前秦) 수광(壽光) 2년
- 대(代) 건국(建國) 19년

## 기년
- 동진(東晉) 목제(穆帝) 12년
- 신라(新羅) 흘해 이사금(訖解泥師今) 47년 / 내물 마립간(奈勿麻立干) 원년
- 고구려(高句麗) 고국원왕(故國原王) 26년
- 백제(百濟) 근초고왕(近肖古王) 11년

## 사건
동진(東晉)의 환온(桓溫)이 강족의 요양을 격파하고 낙양을 수복하였다.
신라, 흘해 이사금 세상을 떠남.  미추의 조카이자 사위 내물이 왕의 자리에 오름.

## 사망
- 신라(新羅) 16대 왕 흘해이사금(訖解泥師今)